# Keerthi Sagathia
Keerthi Sagathia (nacido el 14 de septiembre de 1979 en Mumbai) es un músico y cantante de playback hindú. Keerthi es hijo del famoso cantante de música folclórica en guyaratí Karsan Sagathiya. En 2005 fue contratado para trabajar en un corte publicitario de la marca Sony, que auspició un programa de televisión de telerrealidad llamado Fama Gurukul. Además fue uno de los invitados para participar en un famoso programa de televisión llamado "Factor x, Episodio 29", estrenado el 20 de agosto de 2011.

## Como cantante de playback
| Canción                                  | Álbum y película | Director musical | Letras                     | Co-intérprete(s)                                                  |
| Nakkadwale Disco Udhaarwale Khisko       | Delhi Belly      | Ram Sampath      | Akshat Verma, Munna Dhiman | solo                                                              |
| Title song Satyamev Jayate("Kabir Vani") | Satyamev Jayate  | Ram Sampath      | Munna Dhiman               | Ram Sampath                                                       |
| Bharat mata ki jai                       | Shanghái         | Vishal Shekhar   | Dibakar Banerjee           | Vishal Dadlani, Mandar Apte, Chintamani Sohoni, R N Iyer, Bhupesh |
| Maiya Maiya                              | Guru             | A.R. Rahman      | Gulzar                     | Sung few lines                                                    |
| Chikku Chikku Boom Boom                  | Maasilamani      | D. Imman         | -                          | Baby Harini                                                       |
| Boom Boom Robo Da                        | Endhiran         | A.R.Rahman       | -                          | Yogi B, Swetha Mohan, Tanvi Shah                                  |
| Veera Veera                              | Raavan           | A.R.Rahman       | Mani Ratnam                | Vijay Prakash Mustafa Kutoane                                     |
| Beera                                    | Raavan           | A.R.Rahman       | Gulzar                     | A.R.Rahman (no acreditado)                                        |
| Tum tak                                  | Raanjhanaa       | A.R.Rahman       | Irshad Kamil               | Javed Ali, Pooja Vaidyanath                                       |
| Jigra Fakira                             | Aurangzeb        | Vipin Mishra     | Manoj Kumar Nath           | solo                                                              |
| Janta Rocks                              | Satyagraha       | Meet Brothers    | Prasoon Joshi              | Meet bros Anjjan                                                  |
| Rabba                                    | Fukrey           | Ram Sampath      | Munna Dhiman               | Clinton Cerejo, Ram Sampath                                       |
| Mannat                                   | Daawat-e-Ishq    | Sajid-Wajid      | Kausar Munir               | Sonu Nigam, Shreya Ghoshal                                        |
| Rakhad Rakhad                            | Bey Yaar         | Sachin-Jigar     | Niren Bhatt                |                                                                   |

## Discografía
- ARRK – Sufi Rock[2]

## Reconocimientos
Junto con Mustafa Kutoane, Sagathia recibió el Premio "Uninor Radio Mirchi" en 2010, para el lanzamiento de la próxima canción en su versión playback titulado Beera Beera (Raavan). 